# José Paulo Filomeno da Piedade Martinho Lobo
José Paulo Filomeno da Piedade Martinho Lobo foi um político português.

## Biografia
Foi eleito Senador em 1915, pelo Círculo Eleitoral da Índia Portuguesa.